# Hans Bothmann
Hans Bothmann, né le 11 novembre 1911 à Lohe-Rickelshof (province du Schleswig-Holstein) et mort par suicide le 4 avril 1946 à Heide (province du Schleswig-Holstein), est un criminel de guerre allemand, Hauptsturmführer dans la SS. Il a été le chef du SS-Sonderkommando Kulmhoff qui dirigea le camp d'extermination de Chełmno, situé dans le village de Chełmno nad Nerem (en allemand : Kulmhof an der Nehr) en 1942 et à nouveau en 1944.

## Biographie
En 1932, il fait partie des Jeunesses hitlériennes. L'année suivante, il entre dans la SS.
Après l'invasion de la Pologne en 1939, il devient commissaire de la brigade criminelle (Kriminalkommissar) à Poznań avec le grade de SS-Hauptsturmführer. En mars 1942, il remplace Herbert Lange à la tête du SS-Sonderkommando Kulmhoff qui administre le camp d'extermination de Chelmno.
En mars 1943, avec l'arrêt des convois de déportés, on liquide le camp ; Hans Bothmann reçoit un ordre de route pour rejoindre la division SS de volontaires de montagne Prinz Eugen en Yougoslavie dans le cadre de la lutte contre les partisans.
Au début de 1944, Arthur Greiser décide de liquider le ghetto de Łódź et à cette fin de remettre en activité Chelmno. Bothmann est rappelé de Yougoslavie pour revenir à Chelmno reprendre le processus d'extermination.
En janvier 1945, avec l'avancée de l'Armée rouge, on démantèle définitivement le camp. Hans Bothmann part pour Poznań, puis est envoyé à Deutschkrone comme officier de liaison de la police de sécurité auprès de Heinrich Himmler. En février 1945, il dirige le commissariat de police frontalier de Flensbourg, puis est arrêté par les troupes britanniques. Un an plus tard, le 4 avril 1946 à Heide, il se pend dans sa cellule.

## Sources
- Eugen Kogon, Hermann Langbein, Adalbert Ruckerl, les chambres à gaz, secret d'état, coll. Points/Histoire, éd. du Seuil 1976
- Raul Hilberg, la destruction des Juifs d'Europe, vol.II Folio/Histoire, Gallimard 1985